# Machimus ferox
Machimus ferox är en tvåvingeart som beskrevs av Becker 1923. Machimus ferox ingår i släktet Machimus och familjen rovflugor. Inga underarter finns listade i Catalogue of Life.